# Kaus Australis
Kaus Australis (epsilon Sagittarii) is de helderste ster in het sterrenbeeld Boogschutter (Sagittarius). De naam heeft een Arabische en Latijnse origine en betekent Zuidelijke boog.

## Zuidelijkste ster van de theepot
Epsilon Sagittarii is de zuidelijkste ster in het gemakkelijk herkenbare asterisme Theepot (Teapot) dat het centrale gedeelte vormt van het sterrenbeeld Boogschutter. Epsilon Sagittarii klimt tijdens de culminatie, gezien vanuit de Benelux, niet hoger dan 4 en een halve graad boven de zuidelijke horizon. Deze ster vormt de basis, of het onderste gedeelte, van de theepot tuit.
Epsilon Sagittarii kan als gidsster dienen om de nog zuidelijkere ster Eta Sagittarii op te sporen. Deze ster klimt tijdens de culminatie niet hoger dan 2 graden boven de zuidelijke horizon. Eta Sagittarii heeft ongeveer dezelfde schijnbare magnitude als Epsilon Sagittarii, maar dient met behulp van een verrekijker of telescoop op vast statief opgezocht te worden vanwege de extreem lage stand boven de horizon. Deze ster staat ten zuidwesten van Epsilon Sagittarii.